# Daniel James (piłkarz)
Daniel Owen James (ur. 10 listopada 1997 w Beverley) – walijski piłkarz, występujący na pozycji pomocnika w angielskim klubie Leeds United oraz w reprezentacji Walii. Uczestnik Mistrzostw Europy 2020.

## Kariera klubowa
James dołączył do akademii Hull City w wieku 9 lat. W 2014 roku został sprowadzony do Swansea City. 30 czerwca 2017 roku został wypożyczony do Shrewsbury Town, jednak już 31 sierpnia tego samego roku wrócił do Swansea City. 6 lutego 2018 roku zadebiutował w seniorskiej piłce w wygranym 8:1 meczu IV Rundy Pucharu Anglii przeciwko Notts County, w meczu tym również zdobył swoją pierwszą bramkę w karierze, wszedł na boisko w 62. minucie spotkania zastępując Nathana Dyera.
7 czerwca 2019 roku Manchester United ogłosił, że doszedł do porozumienia ze Swansea City w sprawie transferu Jamesa. 12 czerwca 2019 roku podpisał pięcioletni kontrakt z opcją przedłużenia o kolejny rok z Manchesterem United. W nowym klubie zadebiutował 11 sierpnia 2019 roku w wygranym 4:0 meczu przeciwko Chelsea, zmieniając w 73 minucie spotkania Andreasa Pereirę i zdobywając swoją pierwszą bramkę dla Manchesteru United.
31 sierpnia 2021 roku podpisał kontrakt z Leeds United.

## Kariera reprezentacyjna
James urodził się w Anglii, jednak dzięki pochodzeniu swojego ojca mógł również reprezentować Walię. Po raz pierwszy otrzymał powołanie do seniorskiej reprezentacji Walii w listopadzie 2017 roku na mecz kwalifikacyjny do Mistrzostw Świata 2018 przeciwko Serbii. W reprezentacji Walii zadebiutował 20 listopada 2018 roku w przegranym 1:0 meczu przeciwko Albanii, zostając zmieniony w 55 minucie spotkania przez Bena Woodburna. Swoją pierwszą bramkę dla reprezentacji Walii zdobył 24 marca 2019 roku w wygranym 1:0 meczu przeciwko reprezentacji Słowacji.
W maju 2021 został wybrany do składu Walii na Euro 2020. W listopadzie 2022 został powołany na Mistrzostwa Świata w Katarze. 26 marca 2024 nie wykorzystał decydującego rzutu karnego w serii jedenastek, w przegranym finale baraży przeciwko Polsce o awans na Euro 2024.

## Statystyki

### Klubowe
(aktualne na dzień 30 sierpnia 2022)
| Klub                   | Sezon              | Liga               | Liga | Liga | Puchar kraju | Puchar kraju | Puchar ligi | Puchar ligi | Europa | Europa | Inne | Inne | Suma | Suma |
| Klub                   | Sezon              | Liga               | M    | B    | M            | B            | M           | B           | M      | B      | M    | B    | M    | B    |
| ---------------------- | ------------------ | ------------------ | ---- | ---- | ------------ | ------------ | ----------- | ----------- | ------ | ------ | ---- | ---- | ---- | ---- |
| Swansea City           | 2015/16            | Premier League     | 0    | 0    | 0            | 0            | 0           | 0           | –      | –      | –    | –    | 0    | 0    |
| Swansea City           | 2016/17            | Premier League     | 0    | 0    | 0            | 0            | 0           | 0           | –      | –      | –    | –    | 0    | 0    |
| Shrewsbury Town (wyp.) | 2017/18            | League One         | 0    | 0    | 0            | 0            | 0           | 0           | –      | –      | 0    | 0    | 0    | 0    |
| Swansea City           | 2017/18            | Premier League     | 0    | 0    | 1            | 1            | 0           | 0           | –      | –      | –    | –    | 1    | 1    |
| Swansea City           | 2018/19            | Championship       | 33   | 4    | 4            | 1            | 1           | 0           | –      | –      | –    | –    | 38   | 5    |
| Manchester United      | 2019/20            | Premier League     | 33   | 3    | 3            | 0            | 4           | 0           | 6      | 1      | –    | –    | 46   | 4    |
| Manchester United      | 2020/21            | Premier League     | 15   | 3    | 1            | 0            | 1           | 0           | 9      | 2      | –    | –    | 26   | 5    |
| Manchester United      | 2021/22            | Premier League     | 2    | 0    | 0            | 0            | 0           | 0           | 0      | 0      | –    | –    | 2    | 0    |
| Leeds United           | 2021/22            | Premier League     | 32   | 4    | 1            | 0            | 2           | 0           | –      | –      | –    | –    | 35   | 4    |
| Leeds United           | 2022/23            | Premier League     | 4    | 0    | 0            | 0            | 1           | 0           | –      | –      | –    | –    | 5    | 0    |
| Ogólnie w karierze     | Ogólnie w karierze | Ogólnie w karierze | 119  | 14   | 10           | 2            | 9           | 0           | 15     | 3      | 4    | 1    | 157  | 20   |